# Thérèse-Mirza Allix
Pour les articles homonymes, voir Allix.
Thérèse-Mirza Allix, née le 16 septembre 1816 à Fontenay-le-Comte et morte le 16 septembre 1882 à Poitiers,, est une artiste peintre française dont les principales œuvres sont des portraits, ainsi que des peintures sur émaux, faïence et porcelaine.

## Biographie
Thérèse-Mirza Allix est née en 1816 à Fontenay-le-Comte. Elle est la sœur du communard Jules Allix et du docteur Émile Allix. Avant de se consacrer à une carrière artistique, elle fonde en 1842 une institution pour jeunes filles à Fontenay-le-Comte, avec l'aide de ses sœurs Bathilde Allix, Augustine Allix, Eudoxie Allix et Céline Allix.
Élève des peintres Charles de Steuben et Gustave Wappers, Thérèse-Mirza réalise principalement des portraits ainsi que des peintures sur émaux, sur faïence et sur porcelaine ,. Plusieurs de ses œuvres sont exposées de 1877 à 1882 au principal évènement artistique de la fin du XIXe siècle, le Salon de peinture et de sculpture à Paris, auquel succède à partir de 1880 le Salon des artistes français, dans la catégorie des émaux et faïences,. Elle peint le portrait de son grand-oncle, l'abbé Garnereau, grande figure de la ville de Fontenay-le-Comte. Ce tableau est aujourd'hui conservé au Musée de Fontenay-le-Comte,. À l'exposition universelle de Paris de 1878 elle expose avec sa sœur Bathilde, également artiste peintre, des peintures céramiques et des émaux sur cuivre au Palais du Champ de Mars. Les deux sœurs sont récompensées d'une médaille de bronze dans la catégorie céramique. Thérèse-Mirza Allix décède le 16 septembre 1882, jour de son 66e anniversaire, au cours d'un trajet en train sur la ligne ferroviaire Paris-Poitiers, qui devait la conduire à Fontenay-Le-Comte.

## Principales œuvres
Les œuvres suivantes de Mirza Allix ont été exposées au Salon de peinture et de sculpture ou au Salon des artistes français.
- Marie-Stuart, d’après un dessin du XVIe siècle ; faïence (Salon de 1877)[11]
- Portrait de M. Hippolyte Triat ; émail (Salon de 1878)[12]
- Portrait de Mme la vicontesse de B... ; émail (Salon de 1878)[12]
- Bergère, d’après Govert Flinck ; émail (Salon de 1878)[12]
- Béatrice de Cenci, d’après Guido Reni ; émail (Salon de 1879)[13]
- Portrait de M. Triat ; émail (Salon de 1879)[13]
- Ecce homo ; émail (Salon de 1880)[14]
- Portrait de M. le Docteur Émile Allix ; miniature (Salon de 1882)[15]

Le musée de Fontenay-le-Comte conserve un portrait peint par Thérèse-Mirza Allix représentant l'abbé François-Gabriel Garnereau, grand-oncle de l'artiste. Le tableau, criblé de balles, n'est pas exposé,. Une lithographie tirée du portrait a été publiée en tête des oeuvres de Garnereau en 1845.